# Battlefield Vietnam
Battlefield Vietnam – gra komputerowa z gatunku first person shooter stworzona przez Digital Illusions CE, a wydana przez Electronic Arts. Jest to następca gry Battlefield 1942 jednakże nie jest to pełnoprawna kontynuacja.
Gra przenosi gracza w lata 60. i 70. XX wieku na tereny Wietnamu w czasach wojny wietnamskiej.

## Cele gry
Cele gry są identyczne jak w swoim pierwowzorze, grze Battlefield 1942. W grze uczestniczą dwie drużyny, każda zaczyna z określoną liczbą punktów (tickets) i punktami do „odradzania się” (spawn points), zwykle przy flagach (rzadziej w tunelach). Gra polega na doprowadzeniu do zmniejszeniu liczby punktów przeciwnej drużyny do zera poprzez zabijanie przeciwników lub przejmowanie jego flag.
Po zabiciu żołnierza następuje kilkanaście sekund przerwy, po czym zabity żołnierz odradza się we wskazanym przez siebie spawnpoincie, posiadanym w danej chwili przez jego drużynę. Gdy wszystkie flagi przeciwnika są przejęte oraz nie ma już innych punktów odrodzeń przeciwników następuje natychmiastowe zwycięstwo (punkty natychmiast spadają do zera).

### Flagi
Przejęcia flag trwają x sekund, w zależności od istotności. Najważniejsze bazy (np. startowe) przejmuje się minutę i 40 sekund, najmniej istotne – 27 sekund. Gdy flagę przejmuje kilka osób czas oczekiwania dzieli się przez liczbę przejmujących. Połowę czasu przejmowania flagi trwa neutralizacja punktu. W tym czasie mogą odradzać się w nim przeciwnicy. Po neutralizacji flaga staje się niczyja i żadna drużyna nie może się przy niej odrodzić do czasu całkowitego przejęcia.
Liczba flag wpływa na liczbę punktów przeciwnika. W zależności od mapy, drużyna traci punkty, kiedy drużyna przeciwna zdobędzie co najmniej połowę flag (np. 4 z 7), lub niemal wszystkie flagi (np. 6 z 7). Dopiero wtedy przegrywająca drużyna (z jedną flagą) traci punkty.
Połączenie taktycznego działania systemu flag i klasycznej strzelanki czyni z gry Battlefield Vietnam odmienną pozycję wśród gier wojennych, w których jedynym celem jest pozbycie się przeciwników.

## Muzyka
W grze można usłyszeć najbardziej znane utwory lat 60. i 70., które wprowadzają w klimat wojny w Wietnamie. Wszystkie pojazdy wyposażone są w radio, w którym można odtwarzać poniższe utwory – jest to zgodne z założeniem, że gra tworzona była w celu jak największej grywalności, a nie maksymalnego realizmu.
Utwór muzyczny z menu gry jest oparty na utworze White Rabbit Jefferson Airplane, niedostępnym jednak w liście piosenek w radiu.
Utwory soundtracka gry Battlefield Vietnam:
1. The Box Tops – The Letter
2. Count Five – Psychotic Reaction
3. Bobby Fuller Four – I Fought the Law
4. Canned Heat – On the Road Again
5. Creedence Clearwater Revival – Fortunate Son
6. Deep Purple – Hush
7. Edwin Starr – War
8. Rare Earth – Get Ready
9. Jefferson Airplane – Somebody to Love
10. The Kinks – All Day And All Of The Night
11. The Trashmen – Surfin’ Bird
12. Martha Reeves and the Vandellas – Nowhere to Run
13. Jefferson Airplane – White Rabbit
14. The Troggs – Wild Thing
15. Budapest Symphony Orchestra – The Ride of the Valkyries
16. The Guess Who – Shakin’ All Over
17. The Kinks – You Really Got Me